# Ukrán ortodox egyház (moszkvai patriarchátus)
A moszkvai patriarchátushoz tartozó ukrán ortodox egyház az orosz ortodox egyház alárendeltségébe tartozó autonóm ortodox egyház Ukrajnában.

## Szakadások
A hívek egy kisebb része csatlakozott Rómához. Ezek az ukrán görögkatolikus egyház és a ruszin görögkatolikus egyház néven ismert uniátus keleti katolikus egyházak.
Kijevben 2018. december 15-én "Az ukrán pravoszlávia egyesítő zsinatán" (Об’єднавчий Собор Українського Православ’я) résztvevői kimondták a moszkvai patriarchátustól független, önálló ukrán egyház létrehozását, amelyhez a kijevi patriarchátus, az ukrán autokefál ortodox egyház, valamint a moszkvai patriarchátus egy része csatlakozott. Az egységes ukrán ortodox egyház élére a perejaszlavi és Bila Cerkva-i metropolitát, Epifanyijt (Dumenko, szül. 1979-ben) választották. A három ukrajnai pravoszláv egyház képviselőiből álló tanácskozást az államhatalom aktívan támogatta, az eseményen Porosenko elnök is jelen volt.